# نادي الفرات
نادي الفرات الرياضي هو أحد أندية كرة القدم في العراق من مدينة سوق الشيوخ في محافظة ذي قار.